# Renault Trafic
Der Renault Trafic ist ein Kleinbus/Kleintransporter der französischen Marke Renault. Leichte Nutzfahrzeuge dieses Namens gibt es im Renault-Programm seit Sommer 1980. Hergestellt wurde die erste Generation von der Société des Véhicules Automobiles de Batilly.
Durch den neuen Kooperationspartner General Motors Europa wurde die zweite Generation auch als Opel Vivaro bzw. Vauxhall Vivaro gebaut. Nach der Neuvorstellung des Trafic II und des Opel Vivaro wurden beide 2002 zum Van of the Year gewählt. Aufgrund der französisch-japanischen Allianz Renault-Nissan wurde der Transporter auch als Nissan Primastar vermarktet. Trafic II, Nissan Primastar und die GM-Varianten wurden bei GM Manufacturing Luton produziert.
Die ab 2014 erhältliche dritte Generation wird wieder teilweise von Renault im Werk in Sandouville bei Le Havre produziert, während der Primastar als Nissan NV300 bei Nissan Motor Ibérica entsteht. 2015 wurde mit Fiat ein neuer Kooperationspartner gefunden. Der Trafic/Vivaro/NV300 wurde in den Jahren 2016 bis 2021 auch als Fiat Talento produziert, 2020 bis 2022 ebenso als Mitsubishi Express, hauptsächlich für den australischen und neuseeländischen Markt.
Zum zweiten Quartal 2019 beendete Opel nach 22 Jahren die Kooperation mit Renault, da der deutsche Fahrzeughersteller im August 2017 vom Konkurrenten PSA übernommen worden war und die GM-Plattformen von Opel aus Lizenzierungsgründen nicht mehr genutzt werden konnten.

## Trafic I (1980–2001)

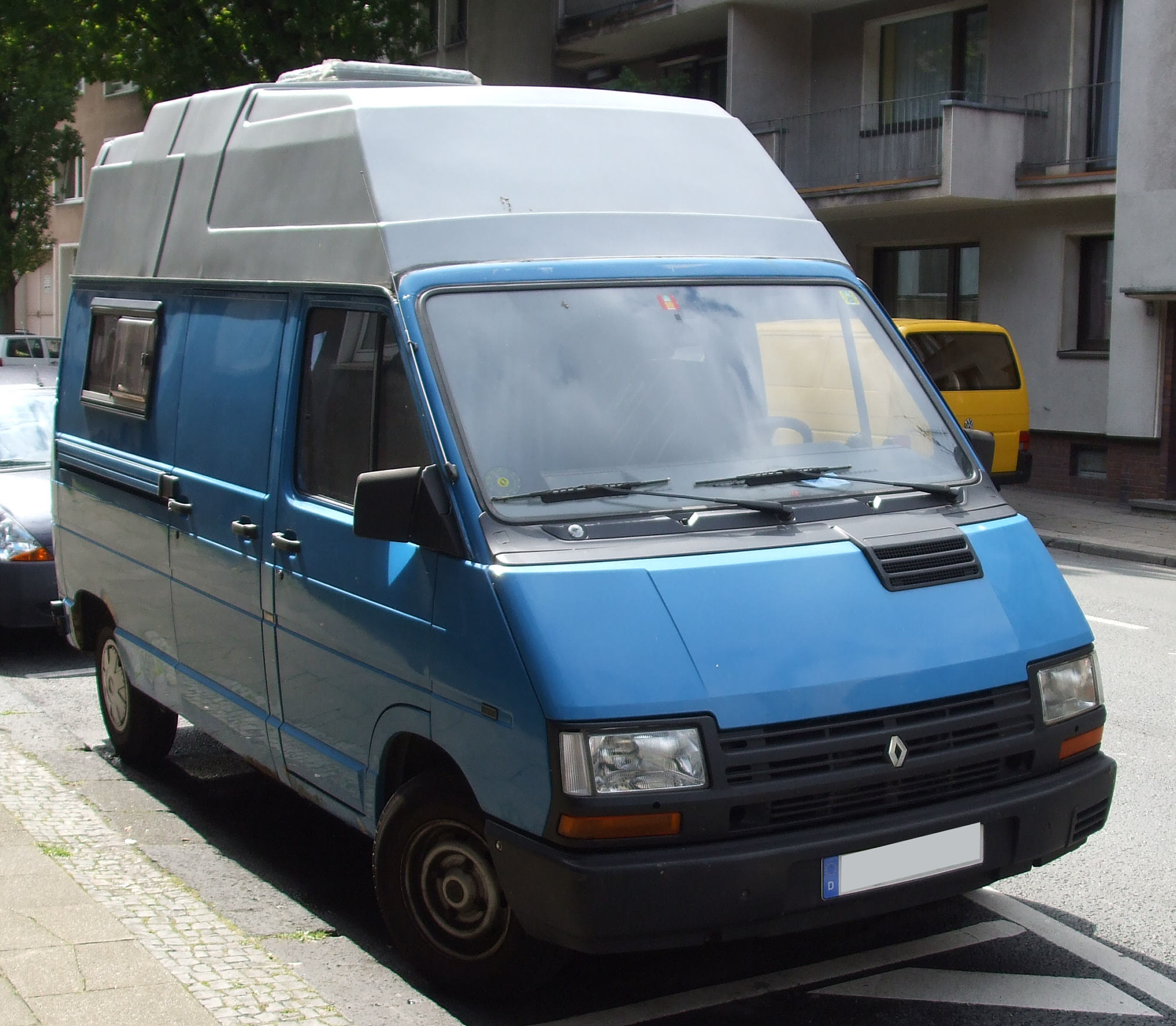
Renault Trafic Wohnmobil (1989–1994)

Bei seinem Erscheinen im Sommer 1980 löste der neu konstruierte Renault Trafic das Vorgängermodell Estafette ab, gleichzeitig brachte Renault den geringfügig größeren Renault Master heraus. Die zeitgleiche Neuentwicklung zweier technisch verschiedener Transporter für eine ähnliche Fahrzeugklasse durch ein- und denselben Hersteller ist eher ungewöhnlich und riskant. Das Vorhaben zahlte sich jedoch aus, bis heute werden beide Baureihen parallel produziert. Der Trafic war für die Gewichtsklasse 2,1 bis 2,8 Tonnen Gesamtgewicht konzipiert, und der Master für 2,8 bis 3,5 Tonnen. Anfangs waren die Fahrzeuge äußerlich sehr ähnlich, wobei der Trafic an einem seitlich angeordneten Lufteinlass auf der Frontklappe zu erkennen war (Master: mittige Anordnung).
Beide Transporter-Baureihen wurden in über 70 verschiedenen Ausführungen in großen Stückzahlen produziert. Neben den verschiedenen Aufbauten und Ausstattungen gab es auch unterschiedliche Radstände, Dieselmotoren (zunächst 44 kW bis 49 kW) und Ottomotoren (zunächst 35 kW bis 59 kW) und sogar parallel Ausführungen mit Vorder- und Hinterradantrieb. Unter anderem gab es den Trafic-T (Traction (avant) = Frontantrieb) für den Personentransport/Kleinbus als „Microbus Komfort“ und den Trafic-P (Propulsion (arrière) = Hinterradantrieb) als Kleintransporter und Pritschenwagen. Ab Mitte 1985 wurde der Renault Trafic auch mit Allradantrieb angeboten. Das Leergewicht wird mit 1200–1300 kg angegeben. Je nach Ausführung bot der Kastenwagen bei Trafic und Master 3,5 bis 7,8 m2 Ladefläche, die bei der Hochdach-Variante bis zu 11,06 m3 Stauraum ergab. Die Ladefläche der Pritsche betrug 4,75 bis 6,27 m2.
Der Kastenwagen und alle daraus abgeleiteten Varianten wie Kombi und Kleinbus hatten eine selbsttragende Karosserie, andere Ausführungen wie der Pritschenwagen erhielten im hinteren Bereich einen angeschweißten Leiterrahmen. Die Radaufhängung an Querlenkern vorne erfolgte beim Trafic als modifiziertes MacPherson-Federbein, beim Master hingegen in einer Parallelogrammanordnung. Teilweise wurde auch ein Querstabilisator eingebaut. Die Federung übernahmen Schraubenfedern. Hinten gab es in üblicher Bauart eine Starrachse mit Blattfedern und Stoßdämpfern. Der Trafic hatte im Unterschied zum Master 14"-Laufräder (Master: 16").
Das Fahrerhaus hatte, wie damals in diesem Segment üblich, eine sehr kantige Form. Wie der Ford Transit ab 1965 und der Mercedes-Benz T 1 („Bremer Transporter“) ab 1977 war das neue Modell kein Frontlenker mehr wie der Vorgänger, sondern hatte die bis heute übliche Bauweise mit einer kurzen Haube vor der Fahrersitzreihe, unter der Motor und Getriebe Platz fanden (Kurzhauber). Die Front wirkte beinahe schon Van-artig. Die Haube war strömungsgünstig über dem Kühlergrill durchgehend ansteigend geformt und bildete mit der Frontscheibe eine Linie bis zum Dach. Im Innenraum bot der Trafic Pkw-Komfort, besonderer Aufwand wurde auch bei der Entwicklung der Sitze getrieben.
Bei den Motoren handelte es sich um gedrosselte Motoren aus der Pkw-Serienfertigung, sie wurden generell längs im Frontbereich eingebaut. Das Getriebe hatte zumindest anfangs stets 4 Gänge.
Das Fahrerhaus wurde im Mai 1989 nach einem Facelift aerodynamisch verbessert und dem Zeitgeschmack mit eher abgerundeten Formen angepasst. Die Motorleistungen stiegen und es gab wahlweise einen Diesel mit 55 kW und einen Ottomotor mit 70 kW.
Ein zweites Facelift erfolgte im Juni 1994 mit einer Änderung der Motorpalette. Es waren nur mehr zwei Diesel mit 48 kW und 55 kW sowie ein Ottomotor mit 74 kW im Angebot.
Ab Mitte 1997 wurde der Renault Trafic mit geringfügigen Modifikationen von General Motors in Lizenz übernommen, die nach längerer Pause wieder Kleintransporter anbieten wollten. Das Modell wurde unter dem Namen Opel Arena verkauft, auf den britischen Inseln als Vauxhall Arena und als Chevrolet Space Van in Brasilien.
Der von Tata Motors in Indien seit 2007 gebaute Tata Winger basiert weitgehend auf dem Trafic I.

## Trafic II (2001–2014)
| Sterne im Euro-NCAP-Crashtest (2012) |

Im September 2001 wurde die zweite Generation des Trafic vorgestellt. Auch sie ist, wie schon seit Ende 1997 der Renault Master, ein Gemeinschaftsprodukt von Renault-Nissan und Opel. Seine Schwestermodelle heißen Opel Vivaro (seit 2001) und Nissan Primastar (seit 2002). Das Leergewicht wird mit 1785–1976 kg angegeben.
Renault entwickelte den Trafic in Zusammenarbeit mit General Motors. Er läuft im GM Europe Werk Luton in Großbritannien sowie im Werk des Allianzpartners Nissan in Barcelona vom Band. Seit 1998 ist Renault in Westeuropa der Marktführer unter den Herstellern leichter Nutzfahrzeuge bis 3,5 Tonnen zulässiges Gesamtgewicht.
Die Fahrzeugfront wurde wiederum rundlicher und die Karosserieform mit nach unten bzw. innen tropfenförmig ausgeformten Scheinwerfern, einer Kuppel über dem Fahrer- und Beifahrerplatz sowie hinten in die mit Plastik verkleideten Karosseriekanten eingelassenen Rückleuchten recht futuristisch, dabei wirkt er bei leicht gesteigerten Nutzlasten von 1000 und 1200 kg etwas kleiner als der Vorgänger. Gebaut wird der Trafic in der kurzen Version L1 (4782 mm) sowie in der langen Version L2 mit 400 mm mehr Länge im letzten Fahrzeugabschnitt vor den hinteren Radkästen.
Motoren
Der Trafic II wurde mit Otto- und Dieselmotoren angeboten. Der 2,0-Liter-16V-Ottomotor leistete im Trafic 120 PS (88 kW), welche geringer ist gegenüber Pkw-Version mit 135 PS (99 kW) bis 169 PS (124 kW). Der 1,9-Liter-Common-Rail-Diesel war in zwei Leistungsstufen erhältlich. Beide Motorisierungen erfüllten die Euro-3-Schadstoffnorm.
- 2.0 16S[4], Vierzylinder-Ottomotor mit 1998 cm³ Hubraum und 88 kW (120 PS), 2001–2006
- 1.9 dCi 80, Vierzylinder-Dieselmotor mit 1870 cm³ Hubraum und 60 kW (82 PS), 2001–2006
- 1.9 dCi 100, Vierzylinder-Dieselmotor mit 1870 cm³ Hubraum und 74 kW (101 PS), 2001–2006
- 2.5 dCi 140, Vierzylinder-Dieselmotor mit 2463 cm³ Hubraum und 99 kW (135 PS), 2001–2006

Im Sommer 2006 erhielt der Trafic ein leichtes Facelift sowie technische Veränderungen. Ein in der Werbung sogenanntes Quick-Shift-Getriebe (6-Gang) wurde eingeführt. Die niedrigste Motorisierung beginnt bei 66 kW (90 PS). Die beiden leistungsschwächeren Aggregate wurden von 1,9 auf 2,0 Liter erweitert und erreichen Euro 4 ohne Partikelfilter. Der 1,9-Liter-Motor wird nur noch bei den alten Modellen eingebaut, die in Osteuropa als Lada-Renault M90 vertrieben werden. Des Weiteren wurde der bisherige 2,5-Liter-Dieselmotor mit 99 kW auf 107 kW Leistung erhöht, um den Leistungsverlust durch den für Euro 4 erforderlichen Partikelfilter auszugleichen.
Ab 2006 bot Renault den Trafic II mit dem 2,0-Liter-Common-Rail-Dieselmotor an, der in zwei Leistungsstufen erhältlich war. Beide Motorisierungen erfüllten die Euro-5-Schadstoffnorm.
- 2.0 16V, Vierzylinder-Ottomotor mit 1998 cm³ Hubraum und 86 kW (117 PS), 2006–2008
- 2.0 dCi 90, mit 66 kW (90 PS), 240 Nm bei 1600/min, 2006–2014
- 2.0 dCi 115, mit 84 kW (114 PS), 290 Nm bei 1600/min, 2006–2014
- 2.5 dCi 150 FAP, mit 107 kW (146 PS), 320 Nm bei 1500/min, 2006–2014

Im August 2014 endete die Produktion des zweiten Trafic.
Ausstattungen
Der Trafic ist sowohl in einer Pkw-Version mit bis zu neun Sitzen als auch als Nutzfahrzeug erhältlich.
Je nach Motorisierung, Radstand und Nutzlast-Klasse stehen insgesamt 40 Versionen zur Wahl. Den Trafic bietet Renault als Kastenwagen und als Doppelkabinen-Kastenwagen mit jeweils zwei Radständen an (3098 und 3498 Millimeter). Beim Kastenwagen steht neben der 1,98 Meter hohen Normal- auch eine Hochdachversion zur Wahl (2,50 Meter).
Als Pkw bietet Renault den Trafic in den drei Karosserieformen Combi, Passenger Black Edition und Generation Evado an.
Der Trafic Combi setzt auf Funktionalität und bietet serienmäßig acht Sitzplätze (teilverglast: sechs Sitzplätze). Er eignet sich insbesondere für den gewerblichen Transport von Personen und Gütern.
Der Passenger Black Edition fällt vor allem durch seine getönten Heck- und Seitenscheiben auf.

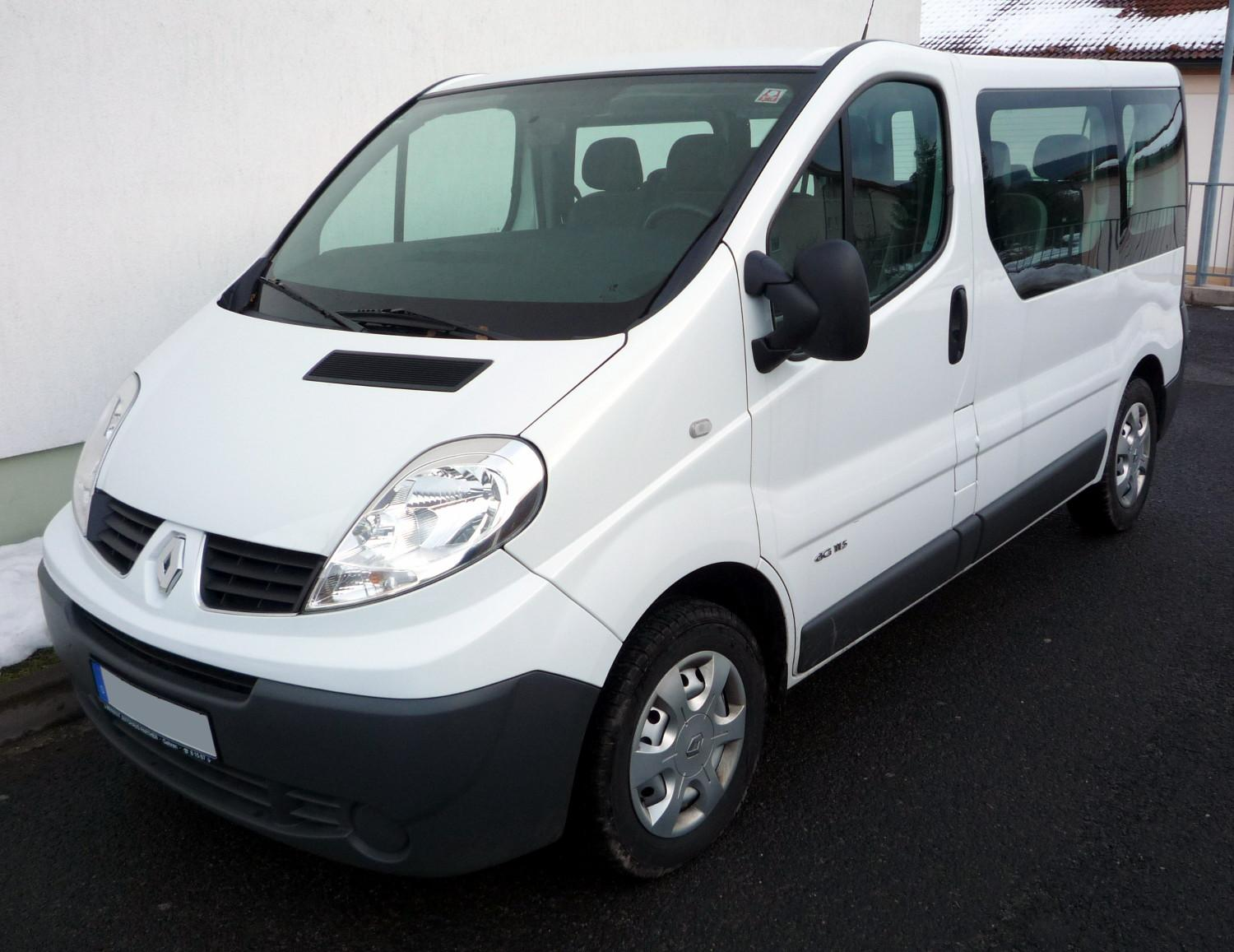
Renault Trafic Combi (2006–2014)
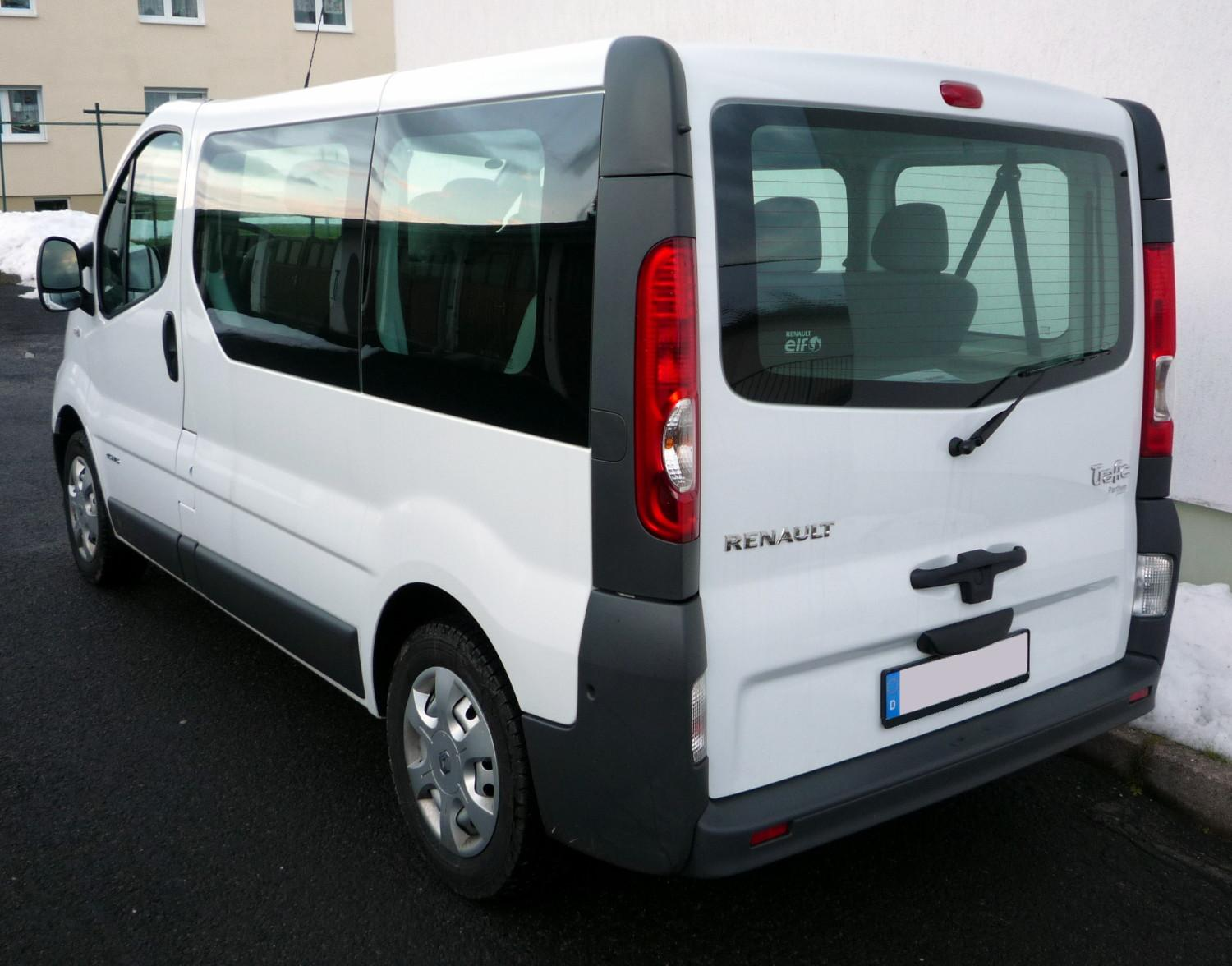
Heckansicht
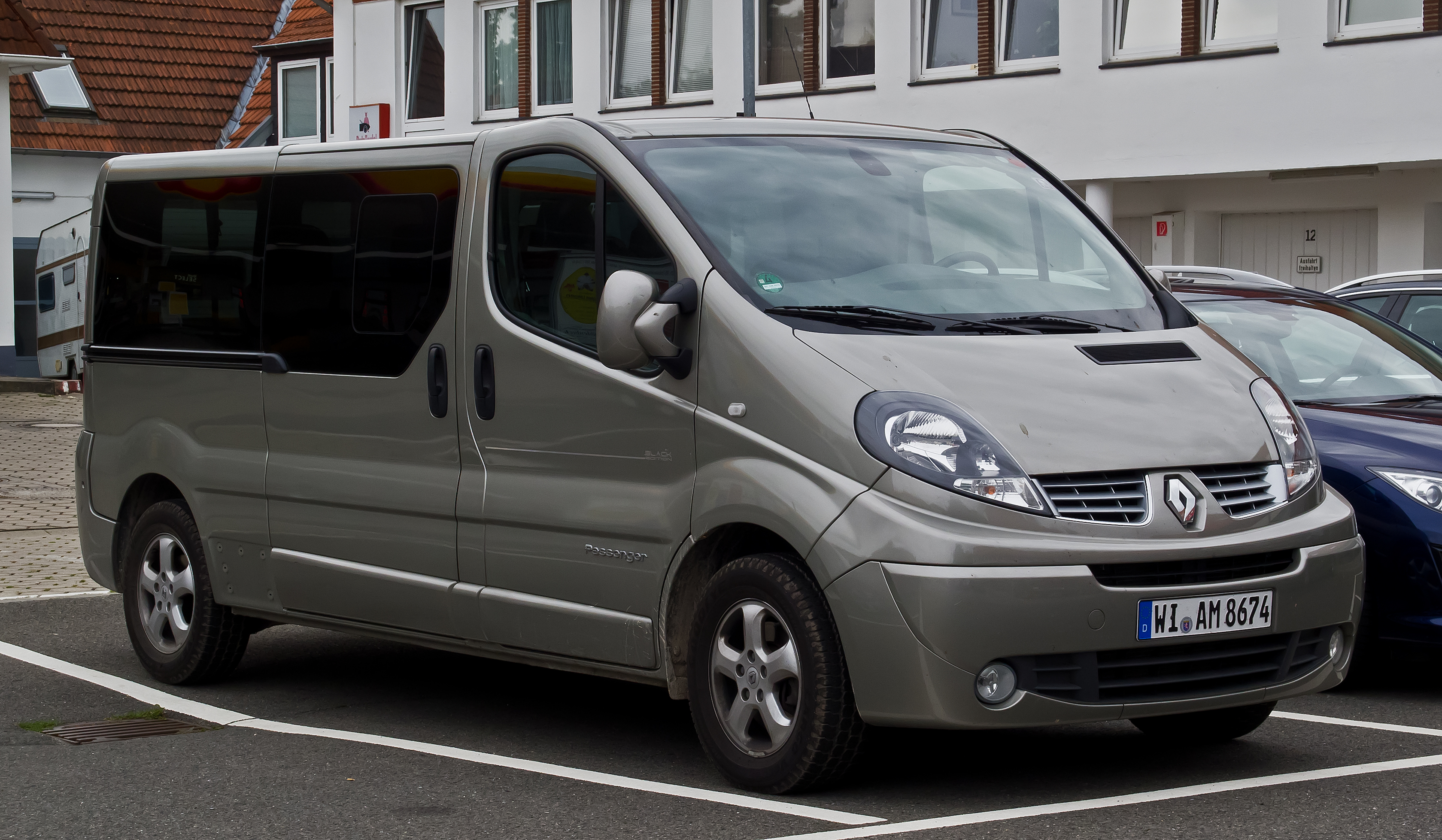
Renault Trafic Passenger Black Edition (2011–2014)
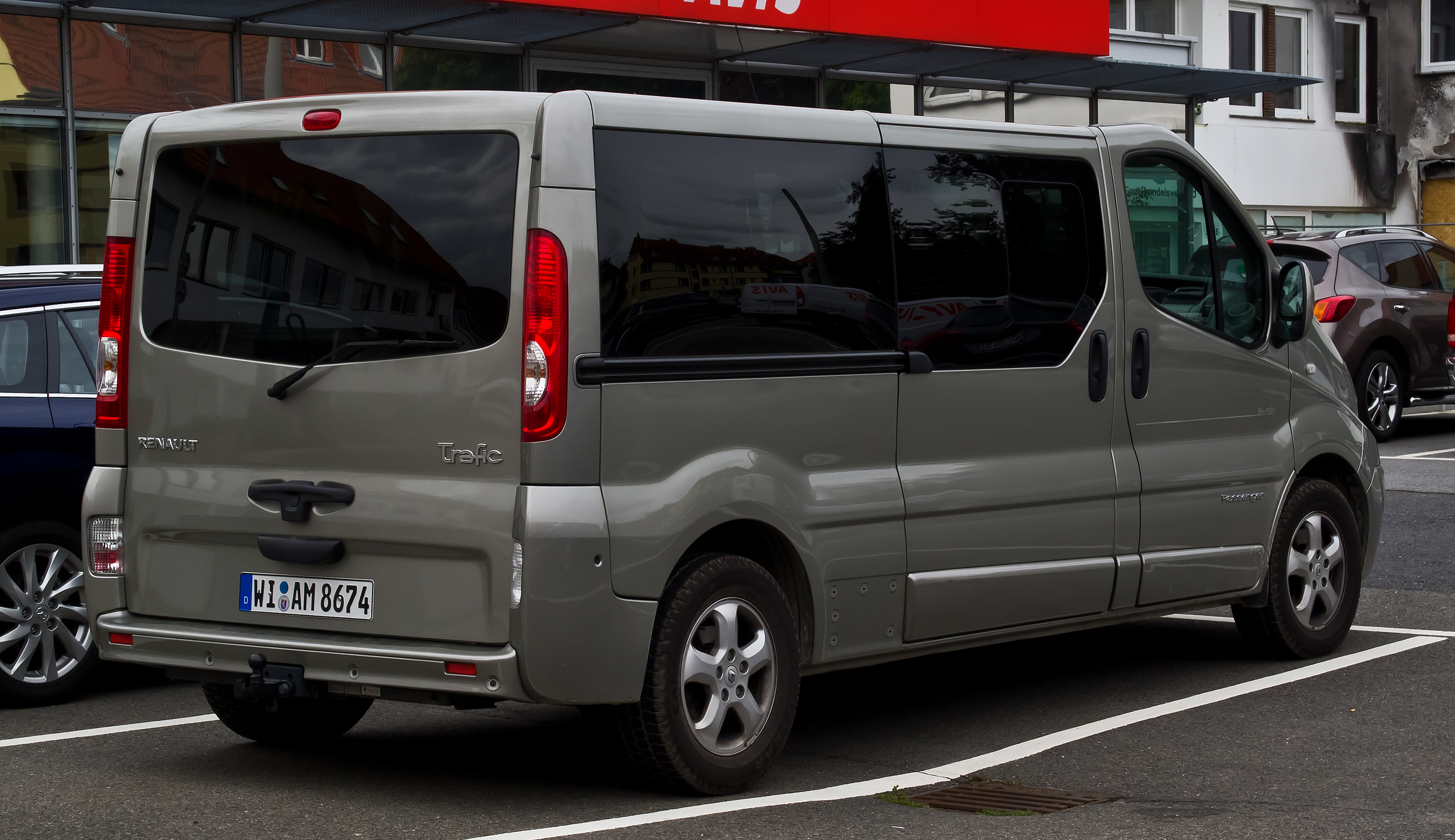
Heckansicht

Trafic Evado
Diese Variante mit drei Common-Rail-Turbodiesel-Motoren zwischen 84 kW und 107 kW wird seit 2008 für Großfamilien angeboten. Die Motoren arbeiten mit einer Sechs-Gang-Schaltung oder als Sechs-Stufen-Automatik.

## Trafic III (seit 2014)
| Sterne im Euro-NCAP-Crashtest (2015) | 3 Sterne im Euro-NCAP-Crashtest |

Der Trafic III wird seit September 2014 produziert. Die dritte Generation des Renault Trafic wird hauptsächlich von Renault im Werk Sandouville in Frankreich hergestellt, während der Opel Vivaro B bis März 2019 weiterhin im GM-Werk in Luton produziert wurde. Von dieser Baureihe gibt es diverse Versionen anderer Hersteller.
Gegenüber dem Vorgänger wurde insbesondere eine neue Front mit verbessertem Fußgängerschutz sowie der Senkung des cw-Wertes entwickelt. In Verbindung mit der geänderten Form des Fahrzeugs sind die Türgriffe horizontal angeordnet.
Smartphones, Tablets und Laptops können durch einen (gegen Aufpreis erhältlichen) in der Instrumententafel integrierten 7-Zoll-Touchscreen gesteuert werden. Eine Rückfahrkamera kann ebenfalls geliefert werden. Durch eine spezielle Ausführung der Trennwand können bis zu 4,15 Meter lange Gegenstände im Laderaum und unter dem Beifahrersitz verstaut werden.
Es gibt Trafic-Campingbusse vom Ausbauer „Kompanja“ und Karmann „Colibri“.
Am 23. April 2019 wurde das Facelift-Modell des Trafic vorgestellt. Es kam im dritten Quartal 2019 auf den Markt und umfasst die folgenden Änderungen:
- neugestaltete Front
- leistungsstärkere Motoren, alle erfüllen die Euro-6d-Temp-Norm
- neues Lenkrad
- neues Infotainmentsystem

Als batterieelektrisch angetriebene Version zeigte Renault den Trafic E-Tech im September 2022 auf der Nutzfahrzeug-IAA. Sie kam im Herbst 2023 in den Handel. Ein Akku mit einem Energieinhalt von 52 kWh soll eine Reichweite nach WLTP von 240 km ermöglichen.

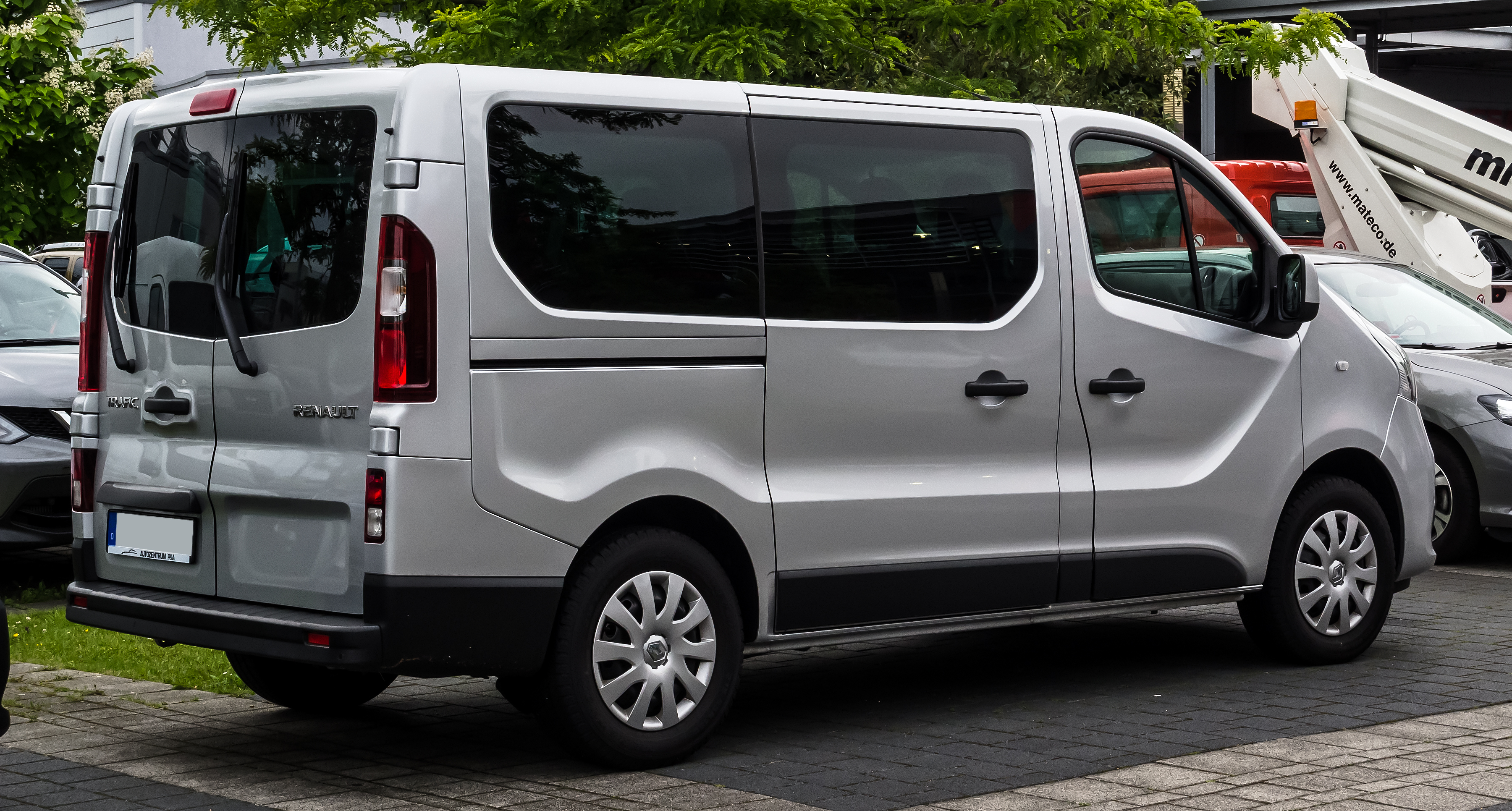
Heckansicht
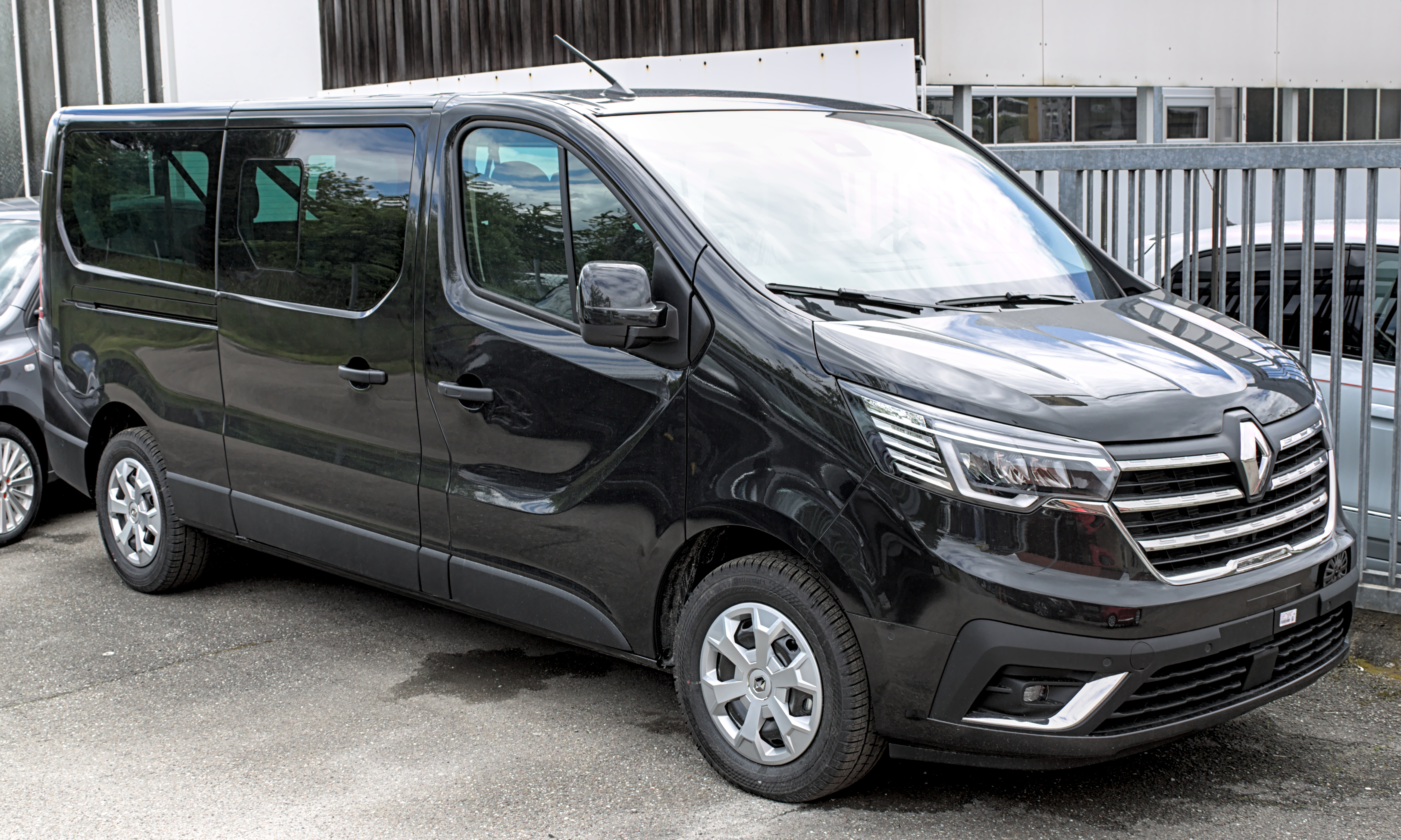
Renault Trafic Combi III (seit 2021)
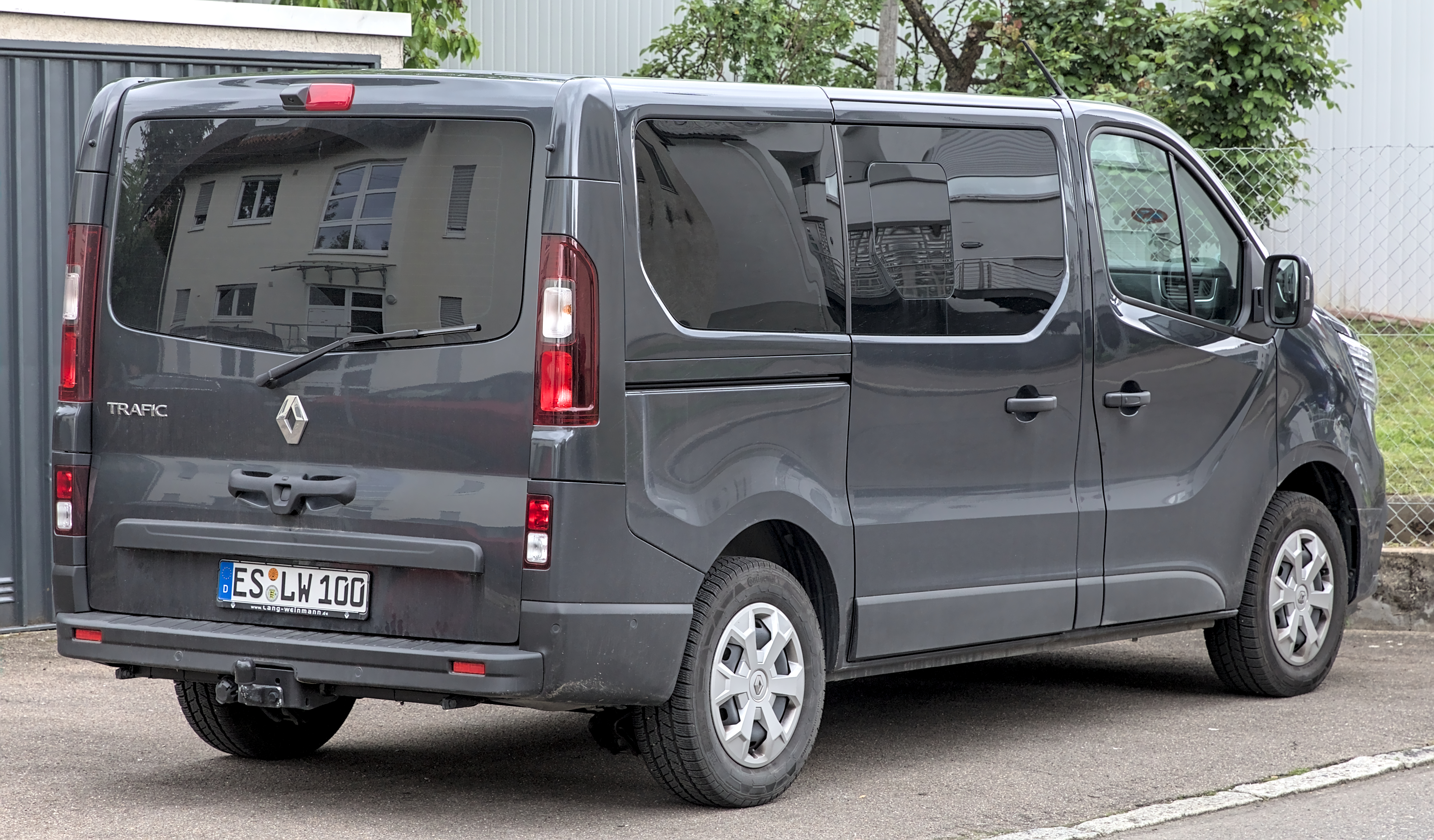
Heckansicht

### Karosserievarianten
Verfügbare Lkw-Varianten sind Kastenwagen, Doppelkabine und Plattformfahrgestelle. Die Kombi sind als Pkw erhältlich.

### Technische Daten
|                                                       | dCi 95                     | dCi 115 (Türkei, Ukraine) | dCi 120               | ENERGY dCi 125        | dCi 140 (Türkei, Ukraine) | ENERGY dCi 145         | Blue dCi 110          | Blue dCi 110          | dCi 120               | dCi 145                                             | Blue dCi 150                                        | Blue dCi 150                                        | dCi 170                                             | Blue dCi 170                                        | Blue dCi 170                                        | E-Tech                |
| Motorkenndaten                                        |                            |                           |                       |                       |                           |                        |                       |                       |                       |                                                     |                                                     |                                                     |                                                     |                                                     |                                                     |                       |
|                                                       | 2014–2021                  | 2014–2019                 | 2014–2019             | 2014–2019             | 2014–2019                 | 2014–2019              | 2021–2023             | seit 2023             | 2019–2021             | 2019–2021                                           | 2021–2023                                           | seit 2023                                           | 2019–2021                                           | 2021–2023                                           | seit 2023                                           | seit 2023             |
| Motortyp                                              | R4-Dieselmotor             | R4-Dieselmotor            | R4-Dieselmotor        | R4-Dieselmotor        | R4-Dieselmotor            | R4-Dieselmotor         | R4-Dieselmotor        | R4-Dieselmotor        | R4-Dieselmotor        | R4-Dieselmotor                                      | R4-Dieselmotor                                      | R4-Dieselmotor                                      | R4-Dieselmotor                                      | R4-Dieselmotor                                      | R4-Dieselmotor                                      |                       |
| Motoraufladung                                        | Turbolader                 | Turbolader                | Turbolader            | Twin-Turbolader       | Twin-Turbolader           | Twin-Turbolader        | Turbolader            | Turbolader            | Turbolader            | Turbolader                                          | Turbolader                                          | Turbolader                                          | Turbolader                                          | Turbolader                                          | Turbolader                                          | —                     |
| Hubraum                                               | 1598 cm³                   | 1598 cm³                  | 1598 cm³              | 1598 cm³              | 1598 cm³                  | 1598 cm³               | 1997 cm³              | 1997 cm³              | 1997 cm³              | 1997 cm³                                            | 1997 cm³                                            | 1997 cm³                                            | 1997 cm³                                            | 1997 cm³                                            | 1997 cm³                                            | —                     |
| max. Leistung bei min−1                               | 70 kW (95 PS) / 3500       | 85 kW (115 PS) / 3500     | 89 kW (121 PS) / 3500 | 92 kW (125 PS) / 3500 | 103 kW (140 PS) / 3500    | 107 kW (145 PS) / 3500 | 81 kW (110 PS) / 3500 | 81 kW (110 PS) / 3500 | 88 kW (120 PS) / 3500 | 107 kW (146 PS) / 3500                              | 110 kW (150 PS) / 3500                              | 110 kW (150 PS) / 3500                              | 125 kW (170 PS) / 3500                              | 125 kW (170 PS) / 3500                              | 125 kW (170 PS) / 3500                              | 90 kW (122 PS)        |
| max. Drehmoment bei min−1                             | 260 Nm / 1500              | 300 Nm / 1500             | 300 Nm / 1750         | 320 Nm / 1750         | 340 Nm / 1500             | 340 Nm / 1750          | 300 Nm / 1500         | 300 Nm / 1500         | 320 Nm / 1500         | 350 Nm / 1500                                       | 350 Nm / 1500                                       | 350 Nm / 1500                                       | 380 Nm / 1500                                       | 380 Nm / 1500                                       | 380 Nm / 1500                                       | 245 Nm                |
| Kraftübertragung                                      |                            |                           |                       |                       |                           |                        |                       |                       |                       |                                                     |                                                     |                                                     |                                                     |                                                     |                                                     |                       |
| Antrieb                                               | Vorderradantrieb           | Vorderradantrieb          | Vorderradantrieb      | Vorderradantrieb      | Vorderradantrieb          | Vorderradantrieb       | Vorderradantrieb      | Vorderradantrieb      | Vorderradantrieb      | Vorderradantrieb                                    | Vorderradantrieb                                    | Vorderradantrieb                                    | Vorderradantrieb                                    | Vorderradantrieb                                    | Vorderradantrieb                                    | Vorderradantrieb      |
| Getriebe, serienmäßig                                 | 6-Gang-Schaltgetriebe      | 6-Gang-Schaltgetriebe     | 6-Gang-Schaltgetriebe | 6-Gang-Schaltgetriebe | 6-Gang-Schaltgetriebe     | 6-Gang-Schaltgetriebe  | 6-Gang-Schaltgetriebe | 6-Gang-Schaltgetriebe | 6-Gang-Schaltgetriebe | 6-Gang-Schaltgetriebe                               | 6-Gang-Schaltgetriebe                               | 6-Gang-Schaltgetriebe                               | 6-Gang-Schaltgetriebe                               | 6-Gang-EDC (bis 2025); 9-Gang-Automatik (seit 2025) | 6-Gang-EDC (bis 2025); 9-Gang-Automatik (seit 2025) | Untersetzungsgetriebe |
| Getriebe, optional                                    | —                          | —                         | —                     | —                     | —                         | —                      | —                     | —                     | —                     | 6-Gang-EDC (bis 2025); 9-Gang-Automatik (seit 2025) | 6-Gang-EDC (bis 2025); 9-Gang-Automatik (seit 2025) | 6-Gang-EDC (bis 2025); 9-Gang-Automatik (seit 2025) | 6-Gang-EDC (bis 2025); 9-Gang-Automatik (seit 2025) | —                                                   | —                                                   | —                     |
| Messwerte                                             |                            |                           |                       |                       |                           |                        |                       |                       |                       |                                                     |                                                     |                                                     |                                                     |                                                     |                                                     |                       |
| Höchstgeschwindigkeit                                 | 154 km/h                   | 168 km/h                  | 163 km/h              | 177 km/h              | 181 km/h                  | 183 km/h               | 161 km/h              | 161 km/h              | 165 km/h              | 176 km/h (176 km/h)                                 | 178 km/h (178 km/h)                                 | 174 km/h (174 km/h)                                 | 179 km/h (176 km/h)                                 | 186 km/h                                            | 180 km/h                                            | 110 km/h              |
| Beschleunigung, 0–100 km/h                            | 15,9 s                     | 12,4 s                    |                       | 11,9 s                | 10,8 s                    | 10,9 s                 | 16,5 s                | 16,5 s                | 11,9 s                | 10,9 s (10,7 s)                                     | 13,6 s (11,6 s)                                     | 13,6 s (11,6 s)                                     | 10,7 s (9,9 s)                                      | 10,6 s                                              | 10,6 s                                              | 13,6 s                |
| Leergewicht                                           | 1872–1913 kg               | 1901 kg                   | 1882–1923 kg          | 1901 kg               | 1882–1923 kg              | 1805 kg                | 2055–2075 kg          | 2031–2152 kg          | 1836 kg               | 1836 kg                                             | 2055–2331 kg (2142–2356 kg)                         | 2031–2321 kg (2122–2346 kg)                         |                                                     | 2142–2356 kg                                        | 2122–2346 kg                                        | 1848–2011 kg          |
| Kraftstoff-/ Energieverbrauch auf 100 km (kombiniert) | 6,5 l Diesel               | 6,6 l Diesel              | 6,5 l Diesel          | 5,9 l Diesel          | 6,2 l Diesel              | 5,9 l Diesel           | 7,1–7,2 l Diesel      | 6,8–6,9 l Diesel      | 6,1 l Diesel          | 5,8–5,9 l Diesel                                    | 7,1–7,4 l Diesel (7,3–7,6 l Diesel)                 | 6,8–7,2 l Diesel (7,0–7,2 l Diesel)                 | 5,8–5,9 l Diesel                                    | 7,3–7,6 l Diesel                                    | 6,9–7,2 l Diesel                                    | 21,2–22,2 kWh         |
| CO2-Emissionen (kombiniert)                           | 155 g/km                   | 174 g/km                  | 170 g/km              | 145 g/km              | 164 g/km                  | 152 g/km               | 186–188 g/km          | 178–180 g/km          | 144–146 g/km          | 143–156 g/km                                        | 187–194 g/km (192–198 g/km)                         | 179–188 g/km (183–188 g/km)                         | 146–156 g/km                                        | 192–198 g/km                                        | 182–189 g/km                                        | 0 g/km                |
| Tankinhalt                                            | 80 l                       | 80 l                      | 80 l                  | 80 l                  | 80 l                      | 80 l                   | 80 l                  | 80 l                  | 80 l                  | 80 l                                                | 80 l                                                | 80 l                                                | 80 l                                                | 80 l                                                | 80 l                                                | —                     |
| Abgasnorm                                             | Euro 6 / Euro 6c (ab 2019) | Euro 5                    | Euro 6                | Euro 5                | Euro 6                    | Euro 6                 | Euro 6d               | Euro 6e               | Euro 6d-TEMP          | Euro 6d-TEMP                                        | Euro 6d                                             | Euro 6e                                             | Euro 6d-TEMP                                        | Euro 6d                                             | Euro 6e                                             | —                     |

### Nissan NV300/Primastar
Wie beim Vorgängermodell wird ein Nissan-Modell auf der Basis des Renault Trafic angeboten, das die Bezeichnung Nissan NV300 erhielt. Seit 2021 wird die Reihe wieder als Primastar vermarktet.

### Fiat Talento
Von 2016 bis 2021 wurde der Renault Trafic auch als Fiat Talento produziert. Fiat ersetzte mit diesem Modell den Scudo. Im ersten Verkaufsjahr 2016 wurden in der Bundesrepublik 349 Talento als Pkw neu zugelassen und 469 Talento als Lkw. Im Jahr 2017 waren es 1268, 2018 1373, 2019 1722 und 2020 1111 Pkw.
Der Fiat Talento wurde 2021 durch den neuen Scudo ersetzt.

### Mitsubishi Express
Von 2020 bis 2022 wurde in Australien und Neuseeland der Renault Trafic auch als Mitsubishi Express verkauft. Er ersetzte dort den ehemaligen L300.

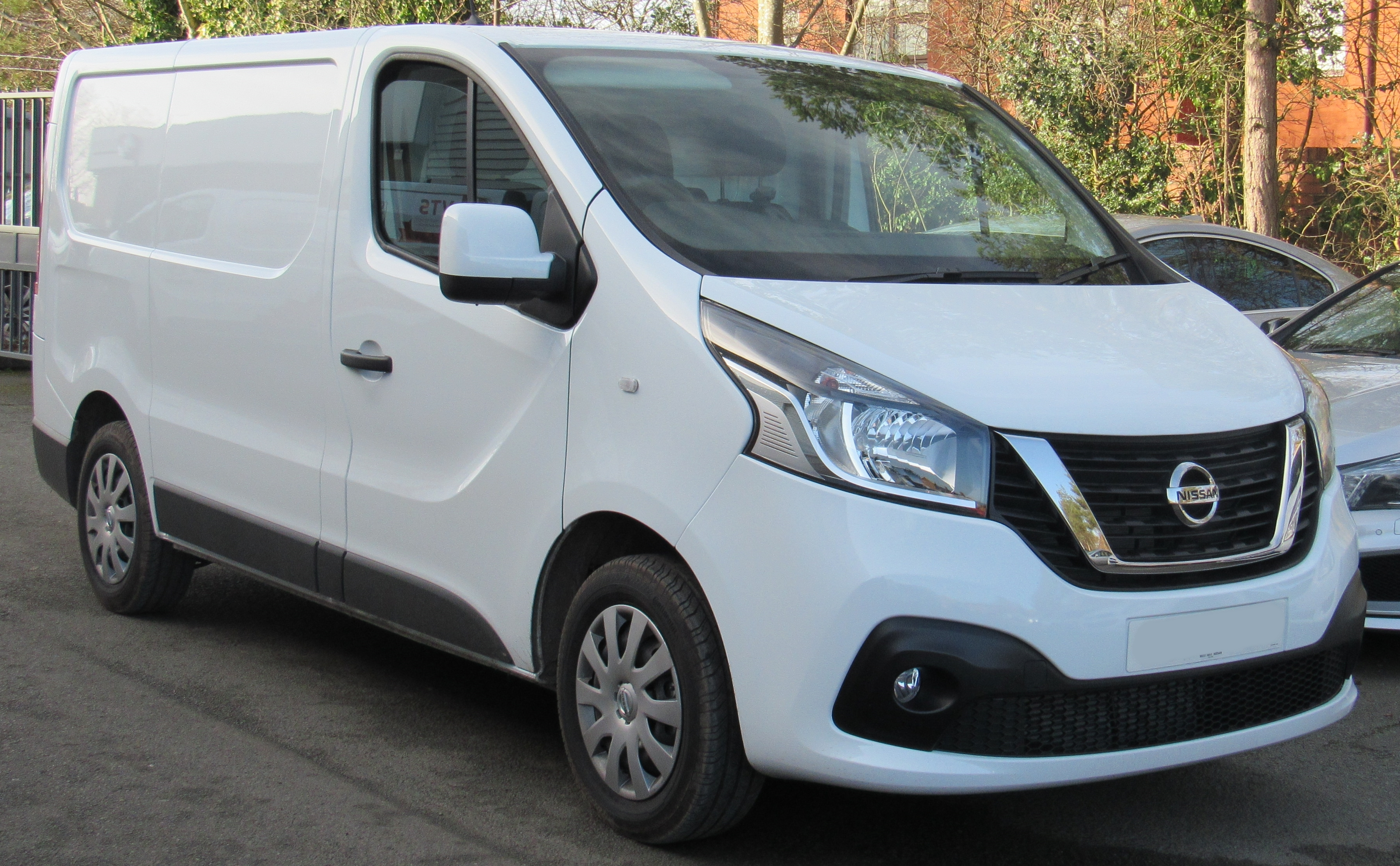
Nissan NV300 (2016–2021)
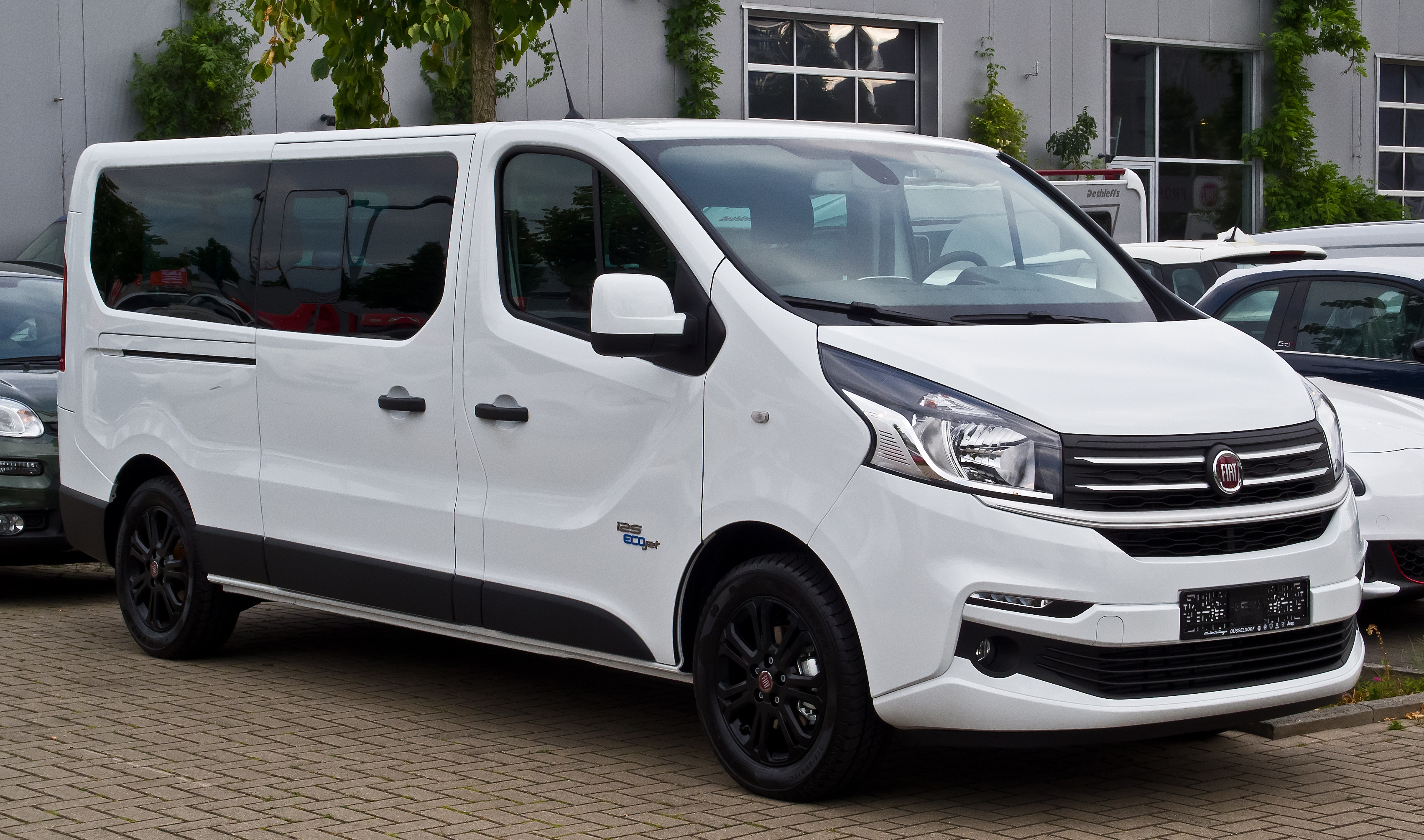
Fiat Talento (2016–2021)
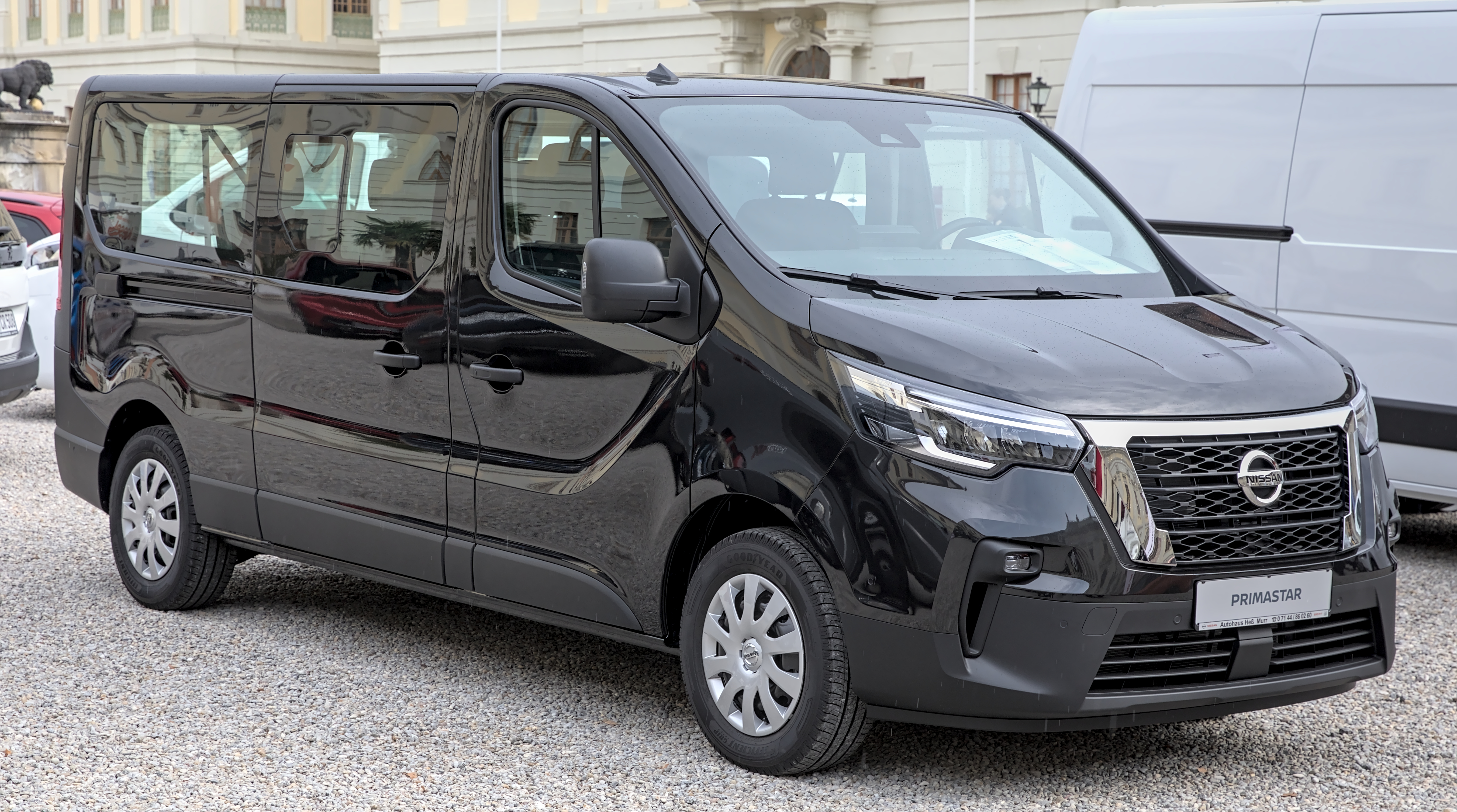
Nissan Primastar (seit 2021)
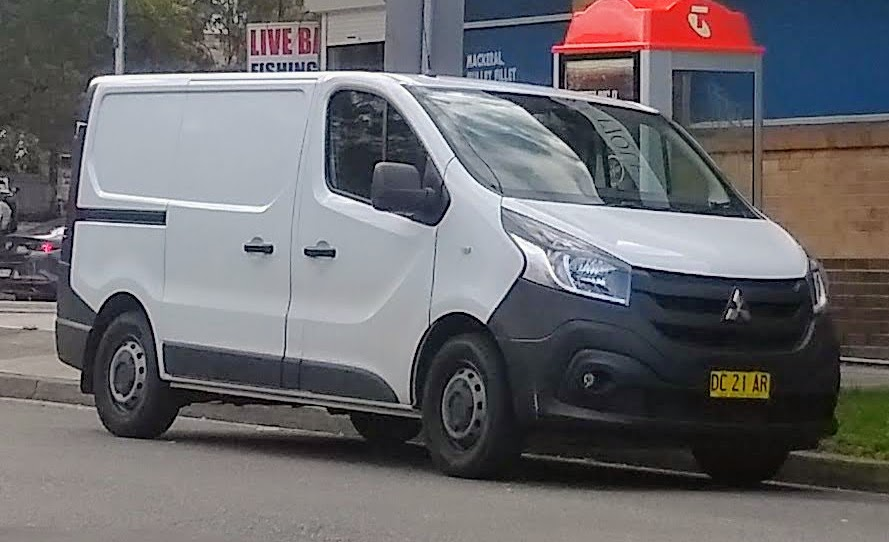
Mitsubishi Express (2020–2022)